# チェコの大統領
チェコの大統領（チェコのだいとうりょう、チェコ語: Prezident České republiky）は、チェコ共和国の元首たる大統領。

## 選出
2012年以降、大統領は国民の直接選挙によって選出される。それまでは上下両院の合同会議によって選出されていた。任期は5年で3選は禁止である。大統領が欠員した場合は、首相と代議院議長（下院議長）、元老院議長（上院議長）が共同で大統領権限を代行する。

## 権限
国軍の最高指揮官を務める。大部分は儀礼的な権限のみ行使する（最高裁判所長官及び首相の任命権、国民に栄典を授与する権利）。ただし、立法府に対し拒否権を持つ。
しかし、国軍は首相の同意なしに指揮することはできない。在職中の犯罪行為は反逆罪を除き、問われない。

## 大統領の一覧
| 代  | 大統領                                   | 大統領 | 所属政党           | 期                          | 在任期間                    | 在任期間   | 備考                |
| --- | ---------------------------------------- | ------ | ------------------ | --------------------------- | --------------------------- | ---------- | ------------------- |
| 001 | ヴァーツラフ・ハヴェル Václav Havel      |        | 無所属             | 1                           | 1993年2月2日 - 1998年2月2日 | 10年 + 0日 |                     |
| 001 | ヴァーツラフ・ハヴェル Václav Havel      | 2      | 無所属             | 1998年2月2日 - 2003年2月2日 |                             | 10年 + 0日 |                     |
| 0－ | ヴラジミール・シュピドラ Vladimír Špidla | 2      |                    | チェコ社会民主党 （ČSSD）   | 2003年2月2日 - 2003年3月7日 | 33日       | 大統領代行 （首相） |
| 002 | ヴァーツラフ・クラウス Václav Klaus      |        | 市民民主党 （ODS） | 3                           | 2003年3月7日 - 2008年3月7日 | 10年 + 0日 |                     |
| 002 | ヴァーツラフ・クラウス Václav Klaus      | 4      | 市民民主党 （ODS） | 2008年3月7日 - 2013年3月7日 |                             | 10年 + 0日 |                     |
| 003 | ミロシュ・ゼマン Miloš Zeman             |        | 市民権党 （SPO）   | 5                           | 2013年3月8日 - 2018年3月8日 | 10年 + 0日 |                     |
| 003 | ミロシュ・ゼマン Miloš Zeman             | 6      | 市民権党 （SPO）   | 2018年3月8日 - 2023年3月8日 |                             | 10年 + 0日 |                     |
| 004 | ペトル・パヴェル Petr Pavel              |        | 無所属             | 7                           | 2023年3月9日 - （現職）     | 2年 + 40日 |                     |